# Jean Goldkette
John Jean Goldkette (Valenciennes, 18 maart 1893 of 1899 - Santa Barbara, 24 maart 1962 was een jazzpianist en bigbandleider. Hij leidde in de jaren twintig zo'n twintig orkesten, waarvan de band die voor Victor opnames maakte tot de top behoorde. Hierin speelden later beroemde muzikanten als Bix Beiderbecke en de gebroeders Tommy en Jimmy Dorsey.
Goldkette groeide op in Griekenland en Rusland. Rond 1910 belandde hij in Amerika. In 1921 speelde de klassiek getrainde pianist korte tijd in de band van Andrew Raymond. Hij zag geld in de nieuwe muziek, jazz, en richtte in de jaren erna in Detroit allerlei jazz-en dansorkesten op, waarin hij overigens zelf niet speelde. Hij was agent en contractor, had een eigen zaal, Graystone Ballroom (met Charles Horvath), en een entertainment-bedrijf, Jean Goldkette's Orchestras and Attractions. Hij was betrokken bij verschillende bands, zoals Orange Blossoms van Glen Gray (later Casa Loma Orchestra) en McKinney's Cotton Pickers. 
In 1924 begon hij het orkest dat uitgroeide tot een van de beste uit die tijd, dankzij de uitstekende musici en innovatieve arrangementen (van Bill Challis, Russ Morgan en Don Redman). Musici die hierin speelden waren onder meer Beiderbecke, de gebroeders Dorsey, Hoagy Carmichael, Chauncey Morehouse, Joe Venuti, Frankie Trumbauer, Pee Wee Russell, Steve Brown en Eddie Lang. Vocalisten waren de Kelly Sisters and Lynch, maar de groepsleden zongen zelf ook. De groep maakte opnames voor Victor en was 'live' moeilijk te overtreffen: bij een battle of the bands-wedstrijd in New York versloeg de band het orkest van Fletcher Henderson. Rex Stewart die toen bij Henderson werkte (en later bij Duke Ellington) noemde het het beste dansorkest uit die tijd en 'the first original white swing band in history'. 
In 1927 kon Goldkette verschillende topmusici niet langer betalen: ze vertrokken naar het orkest van Paul Whiteman. Met een andere bezetting speelde het orkest tot 1929. Rond 1930 had Goldkette geen orkest meer onder zijn hoede. Hij bleef werken als booking agent en was klassiek pianist. Midden jaren dertig raakte hij bankroet. In 1939 organiseerde hij het American Symphony Orchestra, dat debuteerde in Carnegie Hall. Vanaf het midden van de jaren veertig en in de jaren vijftig had hij weer enkele orkesten. In 1959 maakte zijn orkest opnames voor Camden.
In 1961 verhuisde hij naar Californië. Een jaar later stierf hij aan de gevolgen van een hartaanval. 

## Discografie
- 1924-1929, The Old Masters, 1999 (lp)
- Jean Goldkette and His Orchestra, X (RCA) (lp),
- Dance Hits of the 20's in Stereo, RCA Camden, 1959
- Victor Recordings 1924-1928, Transatlantic Radio, 2002
- Jean Goldkette Bands 1924-1929, Timeless, 2003

- Bibliothèque nationale de France: cb138945752 (data)
- Gemeinsame Normdatei: 142431354
- International Standard Name Identifier: 0000 0000 8383 5855
- Library of Congress Control Number: n92027285
- MusicBrainz: dfcf29d8-fbef-4ff3-a2a9-8b0c14e9d46d
- Nederlandse Thesaurus van Auteursnamen: 071983694
- Système universitaire de documentation: 196875218
- Virtual International Authority File: 54332553
- WorldCat: E39PBJfcP6qkPFh6CwgJdpDpfq